# Podoceropsis barnardi
Podoceropsis barnardi is een vlokreeftensoort uit de familie van de Photidae. De wetenschappelijke naam van de soort is voor het eerst geldig gepubliceerd in 1975 door Kudrjaschov & Nina Liverjevna Tzvetkova.